# Lerchenhof (Küps)
Lerchenhof ist ein Gemeindeteil des Marktes Küps im Landkreis Kronach (Oberfranken, Bayern).

## Geographie
Die Einöde liegt auf einer Anhöhe und ist von Acker- und Grünland umgeben. Ein Anliegerweg führt zur Kreisstraße KC 13 bei Schmölz (1,3 km nordwestlich), wo diese eine Anschlussstelle zur Staatsstraße 2200 hat.

## Geschichte
Gegen Ende des 18. Jahrhunderts bestand Lerchenhof aus 2 Anwesen (1 Hof, 1 Haus mit Ziegelhütte). Das Hochgericht übte das Rittergut Küps-Theisenort im begrenzten Umfang aus. Es hatte ggf. an das bambergische Centamt Burgkunstadt-Marktgraitz auszuliefern. Das Rittergut Küps-Theisenort war zugleich Grundherr der Anwesen.
Mit dem Gemeindeedikt wurde Lerchenhof dem 1808 gebildeten Steuerdistrikt Theisenort und der 1818 gebildeten Ruralgemeinde Theisenort zugewiesen. Am 1. Mai 1978 wurde Lerchenhof im Zuge der Gebietsreform in Bayern in die Gemeinde Küps eingegliedert.

### Einwohnerentwicklung
| Jahr      | 001818 | 001861 | 001871 | 001885 | 001900 | 001925 | 001950 | 001961 | 001970 | 001987 |
| Einwohner | 15     | 6      | 18     | 18     | 14     | 15     | 13     | 8      | 9      | 7      |
| Häuser    | 2      |        |        | 2      | 2      | 1      | 1      | 1      |        | 1      |
| Quelle    | [ 5 ]  | [ 7 ]  | [ 8 ]  | [ 9 ]  | [ 10 ] | [ 11 ] | [ 12 ] | [ 13 ] | [ 14 ] | [ 1 ]  |

## Religion
Die Protestanten sind nach St. Laurentius (Schmölz) gepfarrt und die Katholiken nach Heiligste Dreifaltigkeit (Theisenort).